# Caio Blat
Caio Blat, właściwie Caio Blat de Oliveira (ur. 2 czerwca 1980 w São Paulo) – brazylijski aktor telewizyjny.
Urodzony w rodzinie aktorów teatralnych i dramaturgów, zaczął swoją karierę w wieku ośmiu lat, występując w ponad dwustu reklamach. Został dobrze przyjęty przez publiczność i krytyków jako młody Carlos w serialu Mamy sześć (Éramos Seis, 1994). Studiował prawo na University of São Paulo. Sprawdził się także jako dobry piłkarz. Został także cenionym aktorem w teatrze.
Był żonaty z Aną Ariel (od 6 lipca 2001 do 2004), z którą zaadoptował syna Antonio. W dniu 17 listopada 2007 ożenił się z Marią Ribeiro. Ma z nią syna Bento (ur. 15.01.2010).

## Filmografia

### filmy kinowe
- 2012: Wyprawa do Xingu
- 2008: Bezerra de Menezes: O Diário de um Espírito jako Military
- 2007: Zabrania się zabraniać (Proibido Proibir) jako Paulo
- 2006: Rok, kiedy moi rodzice wyjechali na wakacje (O Ano em Que Meus Pais Saíram de Férias) jako Włoch
- 2006: Gniazdo bestii (Baixio das Bestas) jako Cícero
- 2006: Chrzest krwi (Batismo de Sangue) jako Frei Tito
- 2005: O Quintal dos Guerrilheiros jako Toti
- 2005: Ile to jest warte za kilogram? (Quanto Vale Ou É Por Quilo?)
- 2003: Carandiru jako Deusdete
- 2002: Łóżko z kotów (Cama de Gato) jako Cristiano
- 2001: Lavoura Arcaica jako Lula, młodszy brat
- 1998: Caminho dos Sonhos

### telenoweli
- 2008: Ciranda de Pedra jako Afonso
- 2007: Amazônia: De Galvez a Chico Mendes
- 2005: Sob Nova Direção jako Waltinho – Vendedor da Loja
- 2004: Barwy grzechu (Da Cor do Pecado) jako Abelardo Sardinha
- 2002: Coração de Estudante jako Mateus
- 2001: Brava Gente jako Eufemia
- 2001: Anioł spadł z nieba (Um Anjo Caiu do Céu) jako Rafael
- 2000: Esplendor jako Bruno
- 1999: Z głową w chmurach (Andando Nas Nuvens) jako Thiago San Marino
- 1999: Życie jak muzyka (Chiquinha Gonzaga) jako młody João Batista Fernandes Lage
- 1998: Fascynacja (Fascinação) jako Gustavo
- 1996: Você Decide
- 1995: Uczniowie pana rektora (As Pupilas do Senhor Reitor) jako Henry
- 1994: Mamy sześć (Éramos Seis) jako Młody Carlos
- 1991: Mundo da Lua jako Ciao, członek Big Bad Boys Band